# Valentin Van Hassel
Pour les articles homonymes, voir Hassel.
Valentin Van Hassel (1852-1938) est un médecin, hygiéniste et écrivain belge.

## Biographie
Valentin Van Hassel est le fils de Victor Van Hassel, médecin vétérinaire, et de Valentine Burlion. Il est né à Pâturages, au cœur du Borinage le 10 septembre 1852.
Après des humanités au collège de Nivelles où il a comme condisciple, Théo Hannon (1851-1916), il s'oriente vers la médecine et s'inscrit à l'Université libre de Bruxelles.
Dès le début de sa deuxième année, étudiant brillant, il réussit son examen et est nommé interne l'année suivante. Pendant sa formation médicale, il fréquente la Société d'anatomie pathologique et collabore à La Presse médicale. Curieux de tout, le jeune Van Hassel découvre les cercles littéraires de la capitale et commence à écrire.

## Le retour au pays
Docteur en médecine en 1877, il installe son cabinet dans son village natal malgré la proposition de ses maîtres de l'attacher à un hôpital bruxellois. Le président de la faculté lui proposera même une place de professeur pour le cours d’accouchement. Rien n’y fait. C'est que Van Hassel à la fibre sociale, il rêve de soulager les misères. À son retour au pays, il crée Le Cercle médical borain, dont il restera secrétaire perpétuel jusqu'à sa mort.
Il écrira, cinquante ans plus tard : « Un jour, sortant de l’Université et des hôpitaux, je me suis trouvé sur le pavé de mon village, cherchant d’où soufflait le vent et d’où viendraient les malades et les souffreteux, au milieu desquels j’allais passer le reste de mon existence. Dès lors, je fut saisi par les dents d’un engrenage gigantesque, capricieux, tyrannique, qui me tira à hue, qui me refoula à dia et je fus entraîné irrésistiblement dans la ronde des malheureux auxquels j’avais lié ma vie.
C’est dans ces conditions, que le médecin industriel doit s’élever ou tomber. Quand il ne fait que se résigner, et qu’il ne vise pas à améliorer son sort, il déchoit. Ne progresse que celui qui réagit contre les obstacles de son milieu et qui s’efforce de les vaincre. Il faut persister et innover pour donner plus de puissance à la vie et pour travailler ardemment dans la satisfaction du devoir accompli ».

## L’éducateur
Durant l’hiver 1877, s’est créé à Mons, dans la mouvance du libéralisme progressiste, un "comité de la société d’éducation populaire" : les « Réunions Populaires de Mons et du Hainaut ». Cette association a pour but de participer à l’instruction du plus grand nombre et publie un « Bulletin des réunions populaires de Mons et du Hainaut ». Séduit par ce projet d’éducation permanente, Van Hassel crée dès février 1878, un sous-comité à Pâturages.
Lors de la séance inaugurale, il déclare : « Instruire en amusant, tel est le vieux dicton qui pourrait caractériser notre entreprise » . Ce que les réunions populaires entendent « entretenir chez ceux et celles qui ont quitté l’école primaire le goût de la littérature et des sciences et de toutes les connaissances utiles ». Le cercle se donne comme objectif de favoriser 
« l’amélioration continue de la situation intellectuelle des classes laborieuses » . Instruire et moraliser l’ouvrier sont les maîtres mots de la démarche des sociétés libérales d’éducation populaire. Les séances sont mi-éducatives, mi-divertissantes, les exposés sont entrecoupés d’intermèdes musicaux et suivis de tombolas dont les lots étaient des livres sélectionnés avec attention et qui devaient donner à l’ouvrier le goût de la lecture. Le déroulement des soirées est sensiblement le même dans toutes les sociétés hennuyères. À Pâturages Van Hassel innove, créant un « Cercle des soirées intimes » dans lequel « chacun pouvait venir faire une causerie et s’habituer à parler en public ». Le cercle disparaîtra toutefois en 1891.
Dans un article consacré au Cercle des Réunions Populaires de Mons et du Hainaut, M. Descamps indique, tirant un bilan de leur action : « Cette société qui, par l’ensemble de ses moyens d’action et à travers une période de temps considérable, ressassa les mêmes conseils, propagea les mêmes valeurs morales (ordre, travail et économie…), les mêmes schémas sociaux (harmonie sociale, émancipation individuelle par l’instruction et l'importance du noyau familial…) exerça sans nul doute ceux qui la fréquentèrent une influence morale et sociale réelle ».
Van Hassel donne lui-même de nombreuses conférences. Il aborde des sujets nombreux et diversifiés en s’efforçant d’adopter un langage simple et un style didactique afin probablement de s’adapter à un public peu cultivé. Positiviste, il tente d’expliquer scientifiquement les phénomènes naturels, de communiquer sa foi dans la science de vulgariser les découvertes les plus récentes. Il aborde aussi des sujets pratiques, donnant des conseils d’hygiène ou de secourisme aux ouvriers. Il parlera ainsi des « Secours à donner aux ouvriers en cas d’accident », des « Cimetières et crémation » des « Merveilles du corps humain » ou encore « Des races et de la vie nutritives ». Son discours verse parfois dans le grandiloquent, comme lorsqu’il entame sa causerie par ces mots :
« Il est un principe qui forme la base d’une science regardée aujourd’hui comme la plus positive et la plus avancée, d’une science qui a modifié bien des croyances et bien des philosophies, d’une science d’une vérité si absolue que la justice se base souvent sur les conclusions qu’elle présente, pour rendre ses jugements : cette science, c’est la chimie. Le principe, le voici :  Dans la nature, rien ne se crée, rien ne se perd. La matière change de forme, de place, mais reste inaltérée en poids. Niez le principe, vous niez la science. »
Il y a dans de telles phrases une sacralisation de la science, de la culture, du savoir. L’homme qui sait s’adresse avec condescendance au troupeau ignorant que, bon prince, il a accepté d’éduquer.
Tout scientifique et tout progressiste qu’il soit, Van Hassel dérape parfois. En 1881, il déclare au Cercle des réunions populaires de Dour :
« L’homme nègre occupe (…) le rang inférieur. Pur et sans croisement d’autres races, il n’a jamais su créer de sociétés civilisées. Les Mongols avaient des états bien organisés, même les Mongols Américains (sic). Malgré leurs imperfections, malgré leurs vices, les blancs occupent le rang supérieur parmi ces groupes car chez eux, le cerveau s’est amplement épanoui, leur intelligence a pris le développement le plus étendu, et s’est appliquée dans les arts, dans les sciences et dans toutes les branches de l’activité humaine » . Et plus loin : «On ne peut citer de civilisation nègre. Jamais une race inférieure n’a créé de civilisation supérieure (…) Les blancs seuls sont sortis de la sauvagerie ». 
En bon scientifique, Van Hassel cherche à son racisme des causes rationnelles et voit dans l’alimentation l’explication des inégalités qu’il croit déceler entre les hommes, affirmant immédiatement après que, si les caractères propres des races ont été forgés par leurs habitudes et leur milieu de vie, ils sont aujourd’hui figés et quasi irréversibles. Il contribue ainsi, il faut l’espérer malgré lui, à donner des armes au racisme le plus destructeur, celui qui fonde l’infériorité supposée d’un peuple sur des critères biologiques.
Ces premières activités de Van Hassel sont déjà significatives. Toute sa vie, il se consacrera à de grandes causes sociales que ce soit dans le domaine médical, dans les groupes politiques ou dans ses activités publiques. Son approche sera souvent celle d’un libéral progressiste typique : avancée mais non exempte de paternalisme. Van Hassel rêve d’améliorer l’éducation, le comportement, la qualité de la vie mais aussi le sens moral et l’adhésion à l’ordre établi des travailleurs.
En 1892, sa conduite exemplaire lors de l'épidémie de choléra qui touche la région lui vaut la Croix civique de 1re classe.

## Le médecin
La médecine le passionne. Dès ses études, où il se distingue comme un étudiant brillant, il participe aux travaux de la Société d’anatomie pathologique dont il assure occasionnellement le secrétariat et collabore à La Presse médicale.
C'est avec Antoine Depage  qu'il s'initie à la chirurgie moderne, pratiquant des interventions abdominales à l'aide des techniques les plus récentes. Passionné de technique médicale, il crée en 1892 la revue Les Annales médico-chirurgicales qui deviendront en 1896, le Bulletin officiel de la fédération des syndicats médicaux du Hainaut. Assistant du Docteur Petit, un chirurgien de Pâturages, il lui succède en 1898. Van Hassel se spécialise dans les maladies des femmes. Il fonde à Mons, avec Lecocq et Daubresse, une clinique gynécologique.
Médecin généraliste, il installe son cabinet dans une dépendance de la maison familiale de Pâturages. Fervent moderniste, il y fera installer un appareil de radiographie quelques années à peine après que Antoine Béclère eut mis au point la radiologie médicale.
Van Hassel s'intéressera à la recherche médicale toute sa vie. Il laisse de nombreuses publications scientifiques notamment sur les grands traumatismes, les hernies, la chirurgie de la main, la gynécologie et l'obstétrique.
À la fin du siècle, il est nommé médecin et chirurgien principal de la Caisse commune des charbonnages du Couchant de Mons, poste qu'il occupera durant 35 ans. Depuis les débuts de l’exploitation minière, de nombreux accidents endeuillent la région. Les veuves des mineurs tués sont laissées sans secours. Dès les années 1830, Auguste Visscher, un Directeur à l’administration des mines, tente de pousser les exploitants à créer des caisses communes de prévoyance. En 1840, les directeurs de charbonnages de la région de Mons créent leur caisse. Une partie du salaire des mineurs (1 % en 1847) sert à alimenter la caisse qui offre aussi les services d’un médecin. À partir de 1859, elles devront aussi assurer l’entretien des blessés jusqu’à leur rétablissement ou à une décision les reconnaissant définitivement inaptes au travail. L’affiliation à une caisse sera obligatoire pour les exploitants à partir de 1867.
Le système est cependant décevant ; certains charbonnages refusent de s’affilier tandis que de nombreux abus sont constatés du côté des patrons. Les indemnisations sont faibles, les mesures parfois inappropriées. En 1887, « Un comité permanent pour venir en aide aux victimes des accidents survenus dans les exploitations houillères du couchant de Mons » est créé.  Le sénateur libéral Louis Hardenpont en prend la présidence. Son but est de réunir des fonds pour aider directement les victimes. Au début des années 1890, les statuts de la caisse de prévoyance du couchant de Mons sont modifiés, ses revenus sont doublés tandis qu’une caisse nationale est mise sur pied. À cette époque, la situation reste complexe ; pas moins de quatre caisses viennent en aide aux mineurs victimes d’accidents du travail. La loi de 1903 sur les accidents du travail réglementera enfin avec précision les secours à apporter aux mineurs. La majorité des exploitations boraines s’affilient à la Caisse commune d’assurance des charbonnages du couchant de Mons dont les statuts sont déposés le 18 mai 1905.
Van Hassel sera à l'origine de la création de l'Hôpital inter charbonnier de Warquignies. Son activité professionnelle le conduit à s'intéresser aux accidents du travail. En 1902, la Chambre des représentants le charge comme expert d'analyser et de commenter le projet de loi déposé sur le sujet qui aboutira l'année suivante (Loi du 24 décembre 1903 sur la réparation des dommages résultants des accidents du travail). La loi impose aux industriels de prendre en charge les dédommagements dus aux victimes des accidents du travail. Cette loi pousse la caisse commune à organiser un service médical afin de limiter la gravité des blessures par des interventions rapides en cas d’accident. En 1908 déjà, on envisage de créer un dispensaire. En 1919, Valentin Van Hassel est chargé de reprendre le projet en main. Dans un rapport préliminaire, établi après une visite à l’hôpital Océan de La Panne, il déclare : « (il faut) soustraire les blessés à l’atmosphère malsaine de leur demeure, à leur milieu familial si déprimant, milieu de misères, de récriminations continuelles et de mauvais conseils ». Si un doute était encore permis sur les réelles motivations du patronat charbonnier lorsqu’il crée cette institution, la suite du rapport le lève : « (ils) exagèrent leurs plaintes, apprennent à simuler » et sont dès lors « une charge pour la caisse ». C’est donc dans le but d’économiser les ressources de la caisse que les blessés doivent être soustraits à leur milieu.
Notons toutefois que Van Hassel insiste aussi sur la meilleure qualité de soins qui peut être donnée en milieu hospitalier. La localité de Boussu est préférée à Mons pour l’installation de l’hôpital car il pense qu’un air plus pur est profitable aux patients. D’autre part, Boussu est située au centre du bassin. Les travaux, dirigés par l’architecte bruxellois Nicolas Pourbaix, commenceront en 1921 pour se terminer en juin 1926. Un médecin résident, le docteur Chevalier, est désigné.
Dès ses premiers pas, l’hôpital est équipé de matériel médical de pointe. Il est en outre pourvu de quatre ambulances et d’un bureau administratif relié 24 heures sur 24 au central téléphonique de Mons. Il s’étend sur une superficie de 1 754 mètres carrés.
L’hôpital rendra de grands services lors des catastrophes d’Élouges (1930) et de Pâturages (1934). Le nombre de blessés hospitalisés passe de 70 en 1926 à 150 en 1934. En 1939, ils seront 486. Le coût des installations ayant dépassé les prévisions, le Conseil d’administration décide de les ouvrir à tous les publics. Une maternité sera construite à partir de 1941. Ce n’est qu’en 1968 que la Caisse cèdera l’hôpital à une société privée.
C'est aussi Van Hassel qui met sur pied des services de secours dans chaque puits.
Hygiéniste, Van Hassel tente de favoriser une politique de lutte contre les taudis en publiant un rapport dans le Mémorial administratif. Il se bat pour la distribution d'eau potable, la construction de citernes pour la stérilisation des eaux et tente de faire voûter les ruisseaux infectés. Il est président du Comité d'hygiène en 1886 et obtient gain de cause sur plusieurs points.
Durant la Grande Guerre, il organise des cours d'infirmeries qui décerneront plus de 400 diplômes.
Fondateurs, avec d'autres, de la Ligue contre le cancer, dont il est président de la section hennuyère, il sera encore, à la fin de sa vie, lié à l'ouverture d'une clinique anti-cancéreuse à Mons.
Il fut en outre Président de la Société belge de gynécologie, Président de la société clinique des hôpitaux de Bruxelles, Président de l'association belge de la médecine et de la Chirurgie des accidents du travail, Président de la société de médecine et Chirurgie des accidents du travail et des maladies professionnelles de Belgique, Président de la Société des médecins des industries charbonnières et textiles de Belgique, Vice-président de la Croix-Rouge de Belgique, vice-président de la Commission médicale d'hygiène des charbonnages de Belgique... et encore: Médecin de la Compagnie des chemins de fer du Nord, Membre de la société de chirurgie de France et de la Société française de gynécologie.

## L’écrivain
Homme de lettres, Van Hassel collabore dès 1870 au Journal des étudiants de l'Université libre de Bruxelles. L'année d'après il tient une chronique dans Les Nouvelles de Bontemps puis à La Chronique dirigée par Victor Halleux dont il restera un fidèle collaborateur jusqu’en 1914. Avec Théo Hannon, l’ami de toujours, il rencontre Charles De Coster, Henri Conscience, Camille Lemonnier, Georges Eekhoud, Émile Verhaeren, Henri Maus, Jean Rousseau, directeur des Beaux-Arts...
Dans l’atelier de Théodore Hannon, près de la place du Luxembourg, on organise des séances de lecture qui enthousiasment ces jeunes Turcs, rêvant de gloire littéraire. Verhaeren les charme avec Les Flamandes, Eeckoud récite ses poèmes de Myrtes et Cyprès, Lemonnier ses Contes flamands et wallons.
Ce milieu aura une très forte influence sur le jeune homme qui désormais rêve de gloire littéraire. Il se lie d'amitié avec Félicien Rops et Gil Naza, dentiste ixellois qui était devenu l’un des acteurs les plus en vogue à Paris.  Durant l’été, Hannon et Van Hassel partent pour Anseremme où ils retrouvent de nombreux amis, peintres et écrivains. Là avec Albrecht et Georges Rodenbach, Hippolyte Boulenger, Jean d’Ardenne et autres Félicien Rops, il peignent, écrivent, se livrent à des discussions passionnées. On désigne ce regroupement d'artistes sous le nom de « colonie d'Anseremme ».
Ce milieu très riche fréquenté par Van Hassel est résolument tourné vers l’Art moderne.  Hannon publie son premier recueil, Vingt-quatre coups de sonnet, en 1876. Influencé par l’école du Parnasse et par le naturalisme, il s’engage « dans la voie ouverte par Baudelaire en se débarrassant définitivement des clichés et des fadaises romantiques » nous disent Robert Frickx et Raymond Trousson. Il s’affirme comme l’un des fers de lances du « mouvement poétique moderne en Belgique » et on a pu affirmer que ses œuvres, comme celles d’Eekhoud, « inaugurent le renouveau littéraire en Belgique » .
En novembre 1875, Victor Reding lance une revue littéraire favorable aux courants les plus novateurs: L'Artiste. Théo Hannon en devient directeur l’année suivante orientant clairement la ligne rédactionnelle vers l’art moderne et naturaliste. Van Hassel y participe et c'est pour lui l'occasion d'être en contact avec Émile Zola, collaborateur de la revue, ou Joris-Karl Huysmans. L’Artiste devient véritablement le porte-parole de la sensibilité naturaliste en Belgique.
Dans un article programme, l’Artiste affirme : « L’Art contemporain est essentiellement désintéressé ; il est essentiellement athée, essentiellement anarchique, essentiellement immoral. Athée parce qu’il représente son époque, et qu’aujourd’hui la science a montré que le ciel était vide et qu’il n’y avait pas de dieux ; anarchique, parce que les républicains lui demanderaient une utilité qu’il ne peut pas leur donner, et que les monarchies exigeraient des soumissions qu’il leur refuse ; immoral, parce qu’il ne prend parti pour rien, qu’à ses yeux vice ou vertu, crime ou haut fait, tout a la même valeur. Il n’a pas d’idéal et ne cherche le beau que dans l’observation scrupuleuse, la grandeur que dans l’exactitude à tout prix. »
C’est aussi vers 1880 que Valentin Van Hassel commence à peindre sous l’influence de Hannon qui le rejoint de temps à autre à Pâturages. Il poursuivra cette activité en dilettante de nombreuses années. C’est au cours d’une de ses visite au Borinage que Hannon peindra son premier Cabernié, une toile représentant un mineur sortant de la fosse qui fera scandale au Cercle artistique de Bruxelles.
Van Hassel restera un fervent partisan de l’Art moderne, en témoignent ses abonnements à L’Art Moderne ou à The Studio, revue anglaise proche du mouvement Arts and Craft. Il fera aussi bâtir une annexe à la maison familiale de Pâturages en style Art nouveau.
Son premier roman: Mémoires d'un vieux poseur de ventouses, est publié en feuilleton à partir de décembre 1876 dans L'Université de Bruxelles, journal des étudiants libéraux belges sous le pseudonyme de W. Tinsel. En 1879, il publie un recueil de nouvelles: Au pays borain. Il adopte le pseudonyme de Henry Raveline, du nom du pic à deux pointes utilisé par les mineurs. Les titres se succèdent, tantôt en patois borains tantôt en français. Son inspiration est essentiellement régionale, il laisse quelques pièces de théâtre mais ce sont ses contes, mettant en scène des personnages pittoresques au milieu des terrils et des puits de mines qui font son succès. En 1902, il participe à l'ouvrage collectif publié à l'initiative de Camille Lemonnier: Le Borinage dans lequel il publie un article sur les coutumes anciennes.
Sur le terroir borain il laisse de nombreux contes décrivant la vie et les coutumes comme : Soir Borain, Ciel Borain, Les Glaneuses de charbon, Bos l’Vèque, Fontaine du Rmite, les Terris ainsi que des dizaines de chansons. Il publie un ouvrage par an tantôt en patois, tantôt en français. Il écrira : « Le patois borain est vivant et alerte, naïf et railleur, étonnamment fleuri d’images inattendues, il sait se plier avec aisance et souplesse à toutes les nécessités de l’écriture, et exprimer avec précision, tous nos sentiments, tantôt de façon rude, tantôt de façon douce, délicate, presque féminine.
Ce faisant, nous pensons donner une couleur locale plus marquée aux contes, et tout en faisant connaître notre langage, sauver de l’oubli nos vocables anciens (…) » .
S’il s’intéresse aux coutumes et à la vie quotidienne de sa région, Raveline s’engage peu dans ses ouvrages. Jean Puissant fait remarquer à juste titre que Van Hassel « s’est délibérément écarté dans son œuvre des préoccupations sociales » .

## Le libéral
Membre du  parti libéral, il fonde vers 1878 avec Fulgence Masson et Omer Goffinet Le Journal du Borinage, organe de propagande, puis La Gazette du Borinage qu'il rédige avec quelques amis de Dour.  Sous la direction d’Edgard Cantineaux, ce journal mène d’ardentes campagnes en faveur du suffrage universel, cette position est très en avance sur son temps puisque les libéraux progressistes belges ne s’y rallieront définitivement qu’en 1890. Proche des libéraux progressistes, il parait jusqu’en 1914. Van Hassel collabore à La Nation, à L'Europe, à La revue artistique d'Anvers, à La Tribune de Mons. Il est surtout journaliste régulier à La Province, quotidien libéral créé en 1907 à l’initiative d’un groupe de libéraux de Mons et dont Albert Libiez, le gendre de Van Hassel, fut rédacteur en Chef à partir de 1908.
Représentant de Mons à l'Assemblée Wallonne en 1920, il est collaborateur de La Vie wallonne.
Musicien, il compose de nombreuses chansons. Dès l'âge dix ans, il avait suivi les cours de La Royale Harmonie de Pâturage. Membre du comité en 1880, il en est président de 1890 à 1925.
Grand amateur de nouveautés, il est aussi un photographe passionné et développe lui-même ses clichés.
Valentin Van Hassel était franc-maçon, initié par la Loge montoise La Parfaite Union vers 1880. Il était aussi commandeur de l'ordre de Léopold II, Officier de l'ordre de Léopold, de la Couronne et de la Légion d'honneur.

## Pour conclure
Valentin Van Hassel était un homme du XIXe siècle. Passionné par la médecine il avait cette foi inébranlable en la Science héritée du positivisme. Il avait le goût de la nouveauté plus que du changement, il concevait son métier comme un sacerdoce, se voulait au service des déshérités mais sa démarche était empreinte de paternalisme et de conservatisme. Écrivain, il se cantonna à des œuvres sages et sans dimension sociale affirmée. Médecin, il fut un partisan d’une médecine sociale moderne plus pour conserver les intérêts des patrons que pour servir la classe ouvrière. Vulgarisateur, il était de ceux qui assénaient de grandes vérités aux travailleurs sans réellement chercher à développer leur esprit critique. Il n’en reste pas moins qu’il a marqué le Borinage, qu’il fut, avec d’autres, à l’origine de nombreuses innovations, qu’il participa aux grands débats de son temps en s’illustrant par des prises de positions avancées. Il n’entre pas dans nos intentions de louanger ou de condamner, nous intéressant à Valentin Van Hassel, nous avons simplement voulu cerner une personnalité et approcher les motivations d’un homme dont, à tout le moins, on peut dire qu’il est de ceux qui font un pays.